# Самп'єрдаренезе
Муніципальне гімнастичне товариство «Самп'єрдарензе» (італ. Società Ginnastica Comunale Sampierdarenese) — італійський спортивний клуб, створений 6 червня 1891 року. В даний час активно працює виключно гімнастична секція.
Найбільш відома футбольна секція, віце-чемпіон Італії у сезоні 1921/22, яка існувала до 1946 року, коли було об'єднана з клубом «Андреа Дорія» у нову футбольну команду «Сампдорія».

## Історія
Першим президентом товариства став Андреа Терріле, чия велика робота та фінансова підтримка дозволила клубу брати участь у великих національних та міжнародних змаганнях того часу.
Спочатку товариство займалося виключно гімнастикою та важкою атлетикою, але згодом до них приєдналися багато інших видів спорту: фехтування, їзда на велосипеді, боулінг, веслування, греко-римська боротьба, плавання, тамбурелло (дисципліна, в якій товариство досі є найтитулованішим титул в чемпіонаті Італії), баскетбол, легка атлетика, стрільба по летючих мішенях, піший туризм і, звичайно, футбол.
18 травня 1892 року товариство приєдналось до Національної федерації гімнастики Італії. Гімнастична секція досі працює і в 1969 році за спортивні заслуги була нагороджена Золотою зіркою.

## Секції

### Гімнастика
Багато спортсменів з «Самп'єрдаренезе» представляли Італію на Олімпіадах. Так Каміло Паванелло взяв участь на Олімпійських іграх 1900 року в Парижі, ставши першим гімнастом з Італії, який взяв участь в Олімпійських іграх. Однак його участь в Олімпіаді залишилась майже не поміченою в Італії, оскільки італійський король Умберто I був убитий саме в день змагань Каміло.
Кульмінації було досягнуто на іграх в Антверпені 1920 року, в яких взяли участь дев'ять самп'єрдаренезців, при цьому четверо з них (Фернандо Бонатті, Луїджі Камб'ясо, Ромуальдо Гільйоне і Джобатта Тубіно) здобули золоті нагороди, а П'єтро Б'янкі здобув срібло у важкій атлетиці.
Загалом команді вдалося відправити своїх гімнастів на всі розіграші Олімпійських ігор до Другої світової війни, вигравши ще дві золоті медалі у 1924 та 1932 роках (відповідно Камбіасо та Оресте Капуццо, обидва у гімнастиці).
Востаннє представники команди брали участь у Олімпіадах 1952 та 1956 років.

### Футбольна секція

#### Хронологія назв
- 1899: «Самп'єрдаренезе» (італ. Società Ginnastica Sampierdarenese)
- 1919: «Самп'єрдаренезе» (італ. Associazione Calcio Sampierdarenese) — після поглинання клубу «Лігуре»[it]
- 1927: «Ла Домінанте»[it] (італ. Associazione Calcio La Dominante) — після об'єднання з «Андреа Дорією»[it]
- 1930: «Лігурія»[it] (італ. F.B.C. Liguria) — після об'єднання з «Корнільянезе»[it]
- 1931: «Самп'єрдаренезе» (італ. Associazione Calcio Sampierdarenese)
- 1937: «Лігурія»[it] (італ. Associazione Calcio Liguria) — після об'єднання з «Корнільянезе»[it] і «Ріваролезе»[it]
- 1945: «Самп'єрдаренезе» (італ. Associazione Calcio Sampierdarenese)
- з 1946: «Сампдорія» — після об'єднання з «Андреа Дорією»[it]

#### Ранні роки
Футбольна секція «Самп'єрдаренезе» була заснована 19 березня 1899 року. Його ігровим майданчиком була Piazza d'Armi del Campasso, хоча в перші роки він також періодично використовував поле Саулі-ді- Рівароло та інші спортивні поля Самп'єрдарени, району Генуї. Перша форма була білою з горизонтальною чорною смугою.
«Самп'єрдаренезе» був включений у лігурійський відбірковий раунд чемпіонату Італії 1900 року, зігравши лише одну гру проти «Дженоа» (про що повідомляє генуезька газета Il Caffaro), перемога в якій дозволила б молодій команді отримати доступ до фінальної частини національної першості.Втім гра завершилась поразкою 0:7, чому також сприяла травма самп'єрдаренезця Фердінандо Арньє, який залишив свою команду в меншості на більшу частину гри.
«Самп'єрдарензе» не зіграв жодного чемпіонату з 1901 по 1915 рік, до початку Великої війни, виступаючи на місцевому рівні. Тим часом футбольна секція спортивного клубу стала незалежним клубом у 1911 році.
Заявившись на чемпіонат в 1919 році, вони включили до свого складу багатьох гравців розпущеного клубу «Лігуре», на честь якого до чорної лінії на своїй формі додали лігурійську червону лінію на ігровій формі.
Клубу вдалося досягти хороших результатів і у сезоні 1921/22 команда дійшла до фіналу чемпіонату Італії, де у матчі-переграванні програла «Новезе» на нейтральному полі у Кремоні.

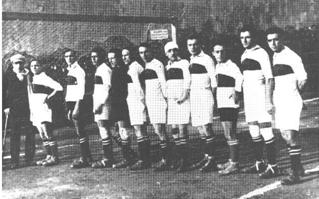
Склад «Самп'єрдаренезе» у 1920 році.

Влітку 1923 року команда провела турне по Іспанії, граючи серед іншого проти баскського «Сан-Себастьяна», попередника клубу «Реал Сосьєдад».

#### «Ла Домінанте» та «Лігурія» (1927—1931)
У 1927 році з приходом фашистської диктатури команда була об'єднана з іншим місцевим колективом «Андреа Дорія» у єдину команду «Ла Домінанте». Після двох сезонів у вищому дивізіоні клуб вилетів до новоствореної Серії B на сезон 1929/30, що став першим професійним сезоном в Італії, де клуб фінішував третім.
Для новоствореної чорно-зеленої команди був збудований абсолютно новий стадіон «Літторіо» в Корнільяно, тепер на його місці знаходиться автобусний парк. Фашистський режим у той період виступав за рішучу політику злиття команд з одного міста, щоб зменшити сильне суперництво та гарантувати присутність якомога більшій кількості міст у чемпіонаті країни. У 1930 році, з метою поліпшити невтішні результати минулих сезонів, до команди приєдналася ще одна команда з найближчого передмістя Генуї, «Корнільянезе», утворивши клуб «Лігурія».

#### Відновлення «Самп'єрдаренезе» (1931—1937)
Втім це об'єднання призвело до ще більш катастрофічних результатів — 18 місце і виліт до третього дивізіону. Тоді у 1931 році, беручи до уваги невдачу проекту, який повинен був призвести до створення сильної команди в Генуї, фашистські ієрархи викликали старих керівників «Самп'єрдаренезе» з проханням відновити клуб. Відповідь була ствердною, і команда відразу почала показувати результат — 1932 року вона повернулась до Серії Б, а 1934 року і до Серії А.

#### Відроджена «Лігурії» (1937—1944)
Після трьох чемпіонатів у вищому дивізіоні, клубу 1937 року повернули назву «Лігурія», однак цього разу клуб зберіг історичну форму з червоно-чорною полосою. Нову зміну назви вважали необхідною, щоб дозволити компанії Ansaldo, яка ставала основним орієнтиром у міській економіці, фінансово допомогти команді. Для цього команда повинна була представляти не лише район, хоч і важливий, а ціле місто. Відроджена «Лігурія» зіграла ще п'ять чемпіонатів Серії А та один Серії Б до сезону 1943/44, коли футбол перевала війна.

#### Останні роки і утворення «Сампдорії» (1945—1946)
1945 року Комісія FIGC під головуванням Джованні Мауро відновила всі права на спорт, скасовуючи примусові злиття, проведені фашистським режимом. Таким чином «Самп'єрдаренезе» вдруге було відновлено і відразу включено до чемпіонату Верхньої Італії.
У першому післявоєнному чемпіонаті команда посіла останнє місце і наприкінці сезону через безперервні фінансові проблеми 12 серпня 1946 року змушена була об'єднатись із клубом «Андреа Дорія», іншою генуезькою командою. Від союзу народилася нова команда «Сампдорія». Тим часом група колишніх членів AC Sampierdarenese вирішила у червні того ж року створити Аматорський спортивний союз «Самп'єрдаренезе 1946» — команду, яка відтоді зберігає пам'ять про клуб, заснований у 1899 році, не вимагаючи при цьому ніякої історичної спадкоємності з ним.
«Самп'єрдаренезе» зіграв у 8 генуезьких дербі проти «Дженоа» та «Андреа Дорія» у вищому дивізіоні країни. Остання історична поява форми «Самп'єрдарене» в Серії А датується 27 січня 1947 року, коли її одягнула «Сампдорія» на гру проти «Наполі», ймовірно, через хроматичні проблеми на чорно-білих телевізорах.

#### Вшанування пам'яті
У сезоні 1996/97 років «Сампдорія» віддячила родоначальників святковою формою до своєї п'ятдесятої річниці, як мала вигляд форми «Андреа Дорія» спереду та «Самп'єрдарене» ззаду.
10 березня 2019 року «Сампдорія» вийшла на поле проти Аталанти у новій формі «Самп'єрдаренезе», щоб відсвяткувати 120 років від дня заснування цієї історичної команди.

## Статистика футбольних виступів
SG Sampierdarenese
- 1900: попередній раунд чемпіонату Італії

US Sampierdarenese
- 1919/20: 1. Categoria Liguria — 4 місце з 7 очками
- 1920/21: 1. Categoria Liguria — 5 місце з 16 очками
- 1921/22: Фінал чемпіонату Італії
- 1922/23: 1. Divisione Lega Nord Girone A — 3 місце з 28 очками
- 1923/24: 1. Divisione Lega Nord Girone A — 9 місце з 18 очками
- 1924/25: 1. Divisione Lega Nord Girone B — 10 місце з 20 очками
- 1925/26: 1. Divisione Lega Nord Girone B — 6 місце з 23 очками
- 1926/27: 1. Divisione Lega Nord Girone B — 5 місце з 20 очками

La Dominante AC
- 1927/28: Divisione Nazionale Girone B — 10 місце з 14 очками
- 1928/29: Divisione Nazionale Girone B — 10 місце з 23 очками, виліт в Серію B
- 1929/30: Серія B — 3 місце з 42 очками

Liguria FBC
- 1930/31: Серія B — 18 місце з 19 очками, виліт в Пріма Дівізіоне.

AC Sampierdarenese
- 1931/32: 1. Divisione Gruppe D — 2 місце з 40 очками. Фінальний раунд: 1 місце, вихід до Серії B
- 1932/33: Серія B 8 місце з 33 очками
- 1933/34: Серія B Група A — 1 місце з 36 очками, Фінальний раунд: 1 місце 9 очками, вихід до Серії А
- 1934/35: Серія A — 13 місце з 26 очками
- 1935/36: Серія A — 12 місце з 27 очками
- 1936/37: Серія A — 14 місце з 22 очками

AC Liguria
- 1937/38: Серія A — 11 місце з 24 очками
- 1938/39: Серія A — 6 місце з 31 очками
- 1939/40: Серія A — 15 місце з 24 очками, виліт в Серію B
- 1940/41: Серія B — 1 місце з 49 очками, вихід до Серії А
- 1941/42: Серія A — 11 місце з 27 очками.
- 1942/43: Серія A — 16 місце, виліт
- 1943/44: Чемпіонат П'ємонта і Лігурії — 4 місце з 23 очками.

US Sampierdarenese
- 1945/46: Чемпіонат Верхньої Італії — 14 місце з 15 очками, виліт в Серію B

## Футболісти

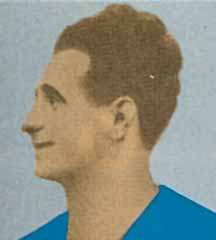
Легенда клубу Ерколе Карціно.

«Самп'єрдаренезе» може похвалитися двома гравцями, що виступали за збірну Італії: Ерколе Карціно зіграв у матчі Швейцарія — Італія 6 листопада 1921 року (на який також були викликані його товариші по команді Ренато Болдріні та Себастьяно Рамассо, які, однак, не вийшли на поле) та Бруно Вентуріні, воротар, олімпійський чемпіон у Берліні 1936 року. Ерколе Карціно також був у складі національної збірної, яка брала участь у Іграх Олімпіади 1924 року, але там не виходив на поле. Крім того, Джованні Баттістоні викликався до збірної в той період, коли ім'я клубу було змінено на «Лігурія».

#### Капітани
- Коррадо Болдріні (1919—1920)
- Себастьяно Рамассо (1920—1921)
- Ерколе Карціно (1921—1927 та 1931—1932)
- Джузеппе Раджо (1932—1933)
- Федеріко Мунераті (1933—1934)
- Едоардо Авалле (1934—1935)
- Гвідо Ріготті (1935—1937)

## Досягнення
- Ччемпіонат Італії

Друге місце (1921–1922)
- Чемпіонат Серії B : 1

1933—1934
- Чемпіонат Пріма Дівізіоне : 1

1931—1932

## Примітка
1. ↑  Da sampierdarenese.net [Архівовано 2009-09-04 у Wayback Machine.] cronologia e piazzamenti degli atleti sampierdarenesi alle Olimpiadi.
2. ↑  Il Calcio Ginnastico [Архівовано 2010-04-19 у Wayback Machine.]
3. ↑  I Diavoli fanno Ginnastica — La prima soddisfazione al Concorso di Milano nel 1902
4. ↑  Italy — List of Foundation Dates — RSSSF
5. ↑  U.S.D. Sampierdarenese 1946 — La nostra storia [Архівовано 2013-06-19 у Wayback Machine.]
6. ↑  THE «STRIPED» GENOA (1) [Архівовано 2015-09-23 у Wayback Machine.]).
7. ↑  U.S.D. Sampierdarenese 1946 — La nostra storia [Архівовано 2013-06-19 у Wayback Machine.]
8. ↑  Dellachà, Gino (2016) pagg. 24 e 25
9. ↑  La Sampdoria celebra con una maglia speciale i 120 anni della Sampierdarenese